# Fiskarhedenvillan
Fiskarhedenvillan säljer småhus till främst privatpersoner. Huvudkontoret ligger i Borlänge, Dalarna och företaget grundades 1992. I början av 2010-talet såldes cirka 500 hus per år. Företaget ingår i samma koncern som Dekorhus, Bestahus och Skovbohuse. Majoritetsägare: Polaris Private Equity.